# 罗州街道
罗州街道，是中华人民共和国广东省湛江市廉江市下辖的一个乡镇级行政单位。

## 行政区划
罗州街道下辖以下地区：
东街社区、南街社区、西街社区、新南社区、新中社区、新北社区、东圣社区、建设社区、黄村社区、绿洲水泥厂社区和廉江林场。